# Passpartù (album)
Passpartù è la prima raccolta da solista del sassofonista italiano James Senese.

## Tracce
CD 1
1. I pensieri tuoi (testo: James Senese)
2. Apache (testo: James Senese)
3. A musica e padrone (testo: James Senese)
4. Io ci credo e tu (testo: James Senese)
5. All dance (testo: James Senese)
6. Dentro al mio cuore (testo: James Senese)
7. Passpartù (testo: James Senese)
8. Go to miles (testo: James Senese)
9. O' miracolo perdute (testo: James Senese)
10. Area 51 (testo: James Senese, Enzo Gragnaniello)

CD 2
1. Azteco blood
2. Black mamba
3. Jesceallah
4. Mysterious to 167
5. In my room
6. Manama
7. Sabato santo

## Musicisti
- James Senese — Sax tenore, Sax soprano, Sintetizzatore, Voce
- Enzo Gragnaniello — Voce (CD 1)
- Alfredo Paxiao — Basso (CD 1)
- Agostino Marangolo — Drums (CD 1)
- Enrico 40 — Drums (CD 2)
- Mario Mazzaro — Basso elettrico (CD 2)
- Mitche Forman — Tastiere (CD 1)
- Umberto Muselli — Tastiere (CD 2)
- Alfio Antico, Alfonso Adinolfi, Manolo Baderena — Percussioni (CD 1)
- Berg Campos — Percussioni brasiliane
- Ciccio Merolla — Percussioni etniche